# Lista de presidentes do Panamá
Segue a lista de presidentes do Panamá desde a primeira tentativa de separação da Colômbia, passando pela independência e passando até os dias atuais. Além dos presidentes, serão listados os líderes militares que governaram o país de facto em certos momentos de sua história.

## Estado Livre do Istmo(1840-1841)
Com exceção da separação definitiva em 1903, a proclamação de 1840 seria a mais bem sucedida das tentativas de independência que o Panamá teria com a Colômbia. Seu único chefe de estado foi o general Tomás Herrera. A independência não foi reconhecida pela República de Nova Granada, embora tenha sido reconhecida internacionalmente pela Costa Rica. 
Vale ressaltar que ocorreu uma tentativa de sucessão em 1830, liderada por José Domingo Espinar, que proclamou a independência em relação a Grã-Colômbia. Entretanto, tal proclamação foi sufocada pela recém proclamada República de Nova Granada. 
| N.º | Retrato    | Nome                      | Início do Mandato      | Fim do Mandato        | Notas                |
| --- | ---------- | ------------------------- | ---------------------- | --------------------- | -------------------- |
| N/A |            | Juan Lopez (1823-1874)    | 18 de novembro de 1840 | 20 de março de 1841   | Chefe Civil Superior |
| N/A |            | Tomás Herrera (1804-1854) | 20 de março de 1841    | 31 de outubro de 1841 | Chefe Civil Superior |
| N/A | Presidente | Tomás Herrera (1804-1854) | 20 de março de 1841    | 31 de outubro de 1841 |                      |

## República do Panamá (1903-presente)
Com a proclamação da independência em 1903, inicialmente o país foi comandado pelo Conselho Municipal, liderado por Demetrio H. Brid. Posteriormente foi formada a Junta Provisória em 1903. Apenas no ano seguinte, 1904, a independência seria consolidada e a constituição seria formada, dando origem a atual República do Panamá sob comando de presidentes. 
| N.º  | Retrato | Nome                                            | Início do Mandato       | Fim do Mandato                     | Eleição ou Forma de Assenção | Partido                            | Notas                                        |
| ---- | ------- | ----------------------------------------------- | ----------------------- | ---------------------------------- | ---------------------------- | ---------------------------------- | -------------------------------------------- |
| —    |         | Demetrio H. Brid (1857-1917)                    | 3 de novembro de 1903   | 4 de novembro de 1903              | —                            | Conservador                        | - Presidente do Conselho Municipal do Panamá |
| —    |         | José Agustín Arango (1841-1909)                 | 4 de novembro de 1903   | 20 de fevereiro de 1904            | —                            | Nacional Liberal                   | - Membros da Junta Provisória                |
| —    |         | Tomás Arias (1856-1932)                         | 4 de novembro de 1903   | 20 de fevereiro de 1904            | —                            | Independente                       | - Membros da Junta Provisória                |
| —    |         | Federico Boyd (1851-1924)                       | 4 de novembro de 1903   | 20 de fevereiro de 1904            | —                            | Nacional Liberal                   | - Membros da Junta Provisória                |
| —    |         | Manuel Espinosa Batista (1857-1919)             | 9 de novembro de 1903   | 7 de dezembro de 1904              | —                            | Nacional Liberal                   | - Membros da Junta Provisória                |
| 1    |         | Manuel Amador Guerrero (1833-1909)              | 20 de fevereiro de 1904 | 23 de junho de 1907                | 1904                         | Conservador                        | - Presidente                                 |
| 2    |         | José Domingo de Obaldía (1845-1910)             | 24 de junho de 1907     | 27 de dezembro de 1907             | —                            | Nacional Liberal                   | - Presidente                                 |
| (1)  |         | Manuel Amador Guerrero (1833-1909)              | 29 de dezembro de 1907  | 1 de outubro de 1908               | —                            | Conservador                        | - Presidente                                 |
| (2)  |         | José Domingo de Obaldía (1845-1910)             | 1 de outubro de 1908    | 1 de março de 1910                 | 1908                         | Nacional Liberal                   | - Presidente                                 |
| —    |         | Carlos Antonio Mendoza (1856-1916)              | 1 de março de 1910      | 1 de outubro de 1910               | —                            | Nacional Liberal                   | - Presidente em exercício                    |
| —    |         | Federico Boyd (1851-1924)                       | 1 de outubro de 1910    | 5 de outubro de 1910               | —                            | Nacional Liberal                   | - Presidente em exercício                    |
| —    |         | Pablo Arosemena Alba (1836-1920)                | 5 de outubro de 1910    | 1 de outubro de 1912               | —                            | Nacional Liberal                   | - Presidente em exercício                    |
| 3    |         | Belisario Porras Barahona (1856-1942)           | 1 de outubro de 1912    | 1 de outubro de 1916               | 1912                         | Nacional Liberal                   | - Presidente                                 |
| 4    |         | Ramón Maximiliano Valdés (1867-1918)            | 1 de outubro de 1916    | 3 de junho de 1918                 | 1916                         | Nacional Liberal                   | - Presidente                                 |
| —    |         | Ciro Luis Urriola (1863-1922)                   | 3 de junho de 1918      | 1 de outubro de 1918               | —                            | Nacional Liberal                   | - Presidente em exercício                    |
| —    |         | Pedro Antonio Díaz (1852-1919)                  | 1 de outubro de 1918    | 12 de outubro de 1918              | —                            | Conservador                        | - Presidente em exercício                    |
| (3)  |         | Belisario Porras Barahona (1856-1942)           | 12 de outubro de 1918   | 30 de janeiro de 1920              | 1918                         | Nacional Liberal                   | - Presidente                                 |
| —    |         | Ernesto Tisdel Lefevre (1876-1922)              | 30 de janeiro de 1920   | 1 de outubro de 1920               | —                            | Nacional Liberal                   | - Presidente em exercício                    |
| (3)  |         | Belisario Porras Barahona (1856-1942)           | 1 de outubro de 1920    | 1 de outubro de 1924               | 1920                         | Nacional Liberal                   | - Presidente                                 |
| 5    |         | Rodolfo Chiari (1869-1937)                      | 1 de outubro de 1924    | 1 de outubro de 1928               | 1924                         | Nacional Liberal                   | - Presidente                                 |
| 6    |         | Florencio Harmodio Arosemena (1872-1945)        | 1 de outubro de 1928    | 3 de janeiro de 1931               | 1928                         | Nacional Liberal                   | - Presidente                                 |
| —    |         | Harmodio Arias Madrid (1886-1963)               | 3 de janeiro de 1931    | 16 de janeiro de 1931              | —                            | Independente                       | - Presidente em exercício                    |
| 7    |         | Ricardo J. Alfaro (1882-1971)                   | 16 de janeiro de 1931   | 5 de junho de 1932                 | —                            | Nacional Liberal                   | - Presidente                                 |
| 8    |         | Harmodio Arias Madrid (1886-1963)               | 5 de junho de 1932      | 1 de outubro de 1936               | 1932                         | Partido Nacional Revolucionário    | - Presidente                                 |
| 9    |         | Juan Demóstenes Arosemena (1879-1939)           | 1 de outubro de 1936    | 16 de dezembro de 1939             | 1936                         | Nacional Liberal                   | - Presidente                                 |
| —    |         | Ezequiel Fernández (1886-1946)                  | 16 de dezembro de 1939  | 18 de dezembro de 1939             | —                            | Partido Nacional Revolucionário    | - Presidente em exercício                    |
| —    |         | Augusto Samuel Boyd (1879-1957)                 | 18 de dezembro de 1939  | 1 de outubro de 1940               | —                            | Partido Nacional Revolucionário    | - Presidente em exercício                    |
| 10   |         | Arnulfo Arias Madrid (1901-1988)                | 1 de outubro de 1940    | 9 de outubro de 1941 (Deposto)     | 1940                         | Partido Nacional Revolucionário    | - Presidente                                 |
| 11   |         | Ricardo Adolfo de la Guardia Arango (1899-1969) | 9 de outubro de 1941    | 15 de junho de 1945                | —                            | Independente                       | - Presidente                                 |
| —    |         | Enrique Adolfo Jiménez (1888-1970)              | 15 de junho de 1945     | 7 de agosto de 1948                | 1945                         | Nacional Liberal                   | - Presidente Provisório                      |
| 12   |         | Domingo Díaz Arosemena (1875-1949)              | 7 de agosto de 1948     | 28 de julho de 1949 (Renunciou)    | 1948                         | Nacional Liberal                   | - Presidente                                 |
| 13   |         | Daniel Chanis Pinzón (1892-1961)                | 28 de julho de 1949     | 20 de novembro de 1949             | —                            | Nacional Liberal                   | - Presidente                                 |
| 14   |         | Roberto Francisco Chiari Remón (1905-1981)      | 20 de novembro de 1949  | 24 de novembro de 1949             | —                            | Nacional Liberal                   | - Presidente                                 |
| (10) |         | Arnulfo Arias Madrid (1901-1988)                | 24 de novembro de 1949  | 9 de maio de 1951                  | —                            | Panameñista                        | - Presidente                                 |
| 15   |         | Alcibíades Arosemena (1883-1958)                | 9 de maio de 1951       | 1 de outubro de 1952               | —                            | Panameñista                        | - Presidente                                 |
| 16   |         | José Antonio Remón (1908-1955)                  | 1 de outubro de 1952    | 2 de janeiro de 1955 (Assassinado) | 1952                         | Coalizão Nacional Patriótica       | - Presidente                                 |
| 17   |         | José Ramón Guizado (1899-1964)                  | 2 de janeiro de 1955    | 29 de março de 1955                | —                            | Coalizão Nacional Patriótica       | - Presidente                                 |
| 18   |         | Ricardo Arias (1912-1993)                       | 29 de março de 1955     | 1 de outubro de 1956               | —                            | Coalizão Nacional Patriótica       | - Presidente                                 |
| 19   |         | Ernesto de la Guardia (1904-1983)               | 1 de outubro de 1956    | 1 de outubro de 1960               | 1956                         | Coalizão Nacional Patriótica       | - Presidente                                 |
| (14) |         | Roberto Francisco Chiari Remón (1905-1981)      | 1 de outubro de 1960    | 17 de março de 1963                | 1960                         | Nacional Liberal                   | - Presidente                                 |
| —    |         | Bernardino González Ruiz (1911-2012)            | 17 de março de 1963     | 23 de março de 1963                | —                            | Partido de Ação Democrática        | - Presidente em exercício                    |
| (14) |         | Roberto Francisco Chiari Remón (1905-1981)      | 23 de março de 1963     | 1 de outubro de 1964               | —                            | Nacional Liberal                   | - Presidente                                 |
| 20   |         | Marco Aurelio Robles Méndez (1905-1990)         | 1 de outubro de 1964    | 1 de outubro de 1968               | 1964                         | Nacional Liberal                   | - Presidente                                 |
| (10) |         | Arnulfo Arias Madrid (1901-1988)                | 1 de outubro de 1968    | 11 de outubro de 1968 (Deposto)    | 1968                         | Panameñista                        | - Presidente                                 |
| —    |         | José María Pinilla (1919-1979)                  | 12 de outubro de 1968   | 18 de dezembro de 1968             | —                            | Nenhum (Militar)                   | - Chefe da Junta Provisória                  |
| 21   |         | Bolívar Urrutia Parrilla (1918-2005)            | 12 de outubro de 1968   | 18 de dezembro de 1968             | —                            | Nenhum (Militar)                   | - Presidente                                 |
| —    |         | Demetrio B. Lakas (1925-1999)                   | 18 de dezembro de 1968  | 11 de outubro de 1978              | —                            | Independente                       | - Presidente da Junta Provisória (até 1972)  |
| 22   | 1972    | Demetrio B. Lakas (1925-1999)                   | 18 de dezembro de 1968  | 11 de outubro de 1978              | - Presidente                 | Independente                       |                                              |
| 23   |         | Aristides Royo (n.1940)                         | 11 de outubro de 1978   | 31 de julho de 1982                | 1978                         | Partido Revolucionário Democrático | - Presidente                                 |
| 24   |         | Ricardo de la Espriella (n.1934)                | 31 de julho de 1982     | 13 de fevereiro de 1984            | —                            | Partido Revolucionário Democrático | - Presidente                                 |
| 25   |         | Jorge Illueca (1918-2012)                       | 13 de fevereiro de 1984 | 11 de outubro de 1984              | —                            | Independente                       | - Presidente                                 |
| 26   |         | Nicolás Ardito Barletta Vallarino (n.1938)      | 11 de outubro de 1984   | 28 de setembro de 1985             | 1984                         | Partido Revolucionário Democrático | - Presidente                                 |
| —    |         | Eric Arturo Delvalle (1937-2015)                | 28 de setembro de 1985  | 26 de fevereiro de 1988            | —                            | Republicano                        | - Presidente em exercício                    |
| —    |         | Manuel Solís Palma (1917-2009)                  | 26 de fevereiro de 1988 | 1 de setembro de 1989<             | —                            | Partido Revolucionário Democrático | - Presidente em exercício                    |
| —    |         | Francisco Rodríguez (n.1938)                    | 1 de setembro de 1989   | 20 de dezembro de 1989 (Deposto)   | —                            | Partido Revolucionário Democrático | - Presidente                                 |
| 27   |         | Guillermo Endara (1936-2009)                    | 20 de dezembro de 1989  | 1 de setembro de 1994              | 1989                         | Panameñista                        | - Presidente                                 |
| 28   |         | Ernesto Pérez Balladares (n.1946)               | 1 de setembro de 1994   | 1 de setembro de 1999              | 1994                         | Partido Revolucionário Democrático | - Presidente                                 |
| 29   |         | Mireya Moscoso (n.1946)                         | 1 de setembro de 1999   | 1 de setembro de 2004              | 1999                         | Panameñista                        | - Presidente                                 |
| 30   |         | Martín Torrijos (n.1963)                        | 1 de setembro de 2004   | 1 de julho de 2009                 | 2004                         | Partido Revolucionário Democrático | - Presidente                                 |
| 31   |         | Ricardo Martinelli (n.1951)                     | 1 de julho de 2009      | 1 de julho de 2014                 | 2009                         | Mudança Democrática                | - Presidente                                 |
| 32   |         | Juan Carlos Varela (n.1963)                     | 1 de julho de 2014      | 1 de julho de 2019                 | 2014                         | Panameñista                        | - Presidente                                 |
| 33   |         | Laurentino Cortizo (n.1953)                     | 1 de julho de 2019      | 1 de julho de 2024                 | 2019                         | Partido Revolucionário Democrático | - Presidente                                 |
| 34   |         | José Raúl Mulino (n.1959)                       | 1 de julho de 2024      | Presente                           | 2019                         | Partido Realizando Metas           | - Presidente                                 |

## Líderes Militares do Panamá (1968-1989)
De 1968 a 1989, uma junta militar exerceu o controle real sobre o país e nomeou o presidente, que detinha pouco poder. Os seguintes indivíduos eram líderes da junta. 
| N.º | Retrato | Nome                                         | Início do Mandato     | Fim do Mandato                    | Partido                    | Notas |
| --- | ------- | -------------------------------------------- | --------------------- | --------------------------------- | -------------------------- | --- |
| 1   |         | Brigadeiro-general Omar Torrijos (1929-1981) | 11 de outubro de 1968 | 31 de julho de 1981 (Assassinado) | Guarda Nacional            | - Assumiu o poder no golpe de estado de 1968. - Denominado como Líder Supremo da Revolução Panamenha de 11 de outubro de 1968. - Morto em um acidente aéreo. |
| 2   |         | Coronel Rubén Darío Paredes (n.1933)         | 3 de março de 1982    | 12 de agosto de 1983              | Guarda Nacional            | |
| 3   |         | General Manuel Noriega (1934-2017)           | 12 de agosto de 1983  | 20 de dezembro de 1989 (Deposto)  | Forças de Defesa do Panamá | - Denominado como Líder Supremo da Libertação Nacional a partir de 15 de dezembro de 1989. - Deposto na invasão dos EUA.                                     |